# لحن الحياة
لحن الحياة (باليابانية: トラップ一家物語، بالروماجي: Trapp Ikka Monogatari) هو مسلسل أنمي مدبلج تم إنتاجه في اليابان عام 1991 بواسطة شركة نيبون أنيميشن. مخرج هذا المسلسل هو كوزو كوزوها (Kôzô Kuzuha) الذي أخرج أيضا مسلسل بوليانا، نوار، عهد الأصدقاء، ودروب ريمي.

## القصة
قصة المسلسل مقتبسة من رواية للمؤلفة النمساوية ماريا فون تراب نشرت عام 1949 عن مربية يتم إرسالها لتربية سبعة أطفال أشقياء لعائلة تعيش في مدينة سالزبورغ بالنمسا، يعارض الأطفال الفكرة لكثرة ما جاءهم من مربيات، ومع مرور الوقت، يتعلق الأطفال بالمربية وتصبح فيما بعد فردا من العائلة بعد أن يتزوجها أبوهم رغم معارضة ناظلي (مديرة المنزل) لهذا الزواج لكن ليس لها حيلة أمام رغبة السيد ربيع.

## الشخصيات
- صفاء: فتاة يتيمة نذرت نفسها لتكون مربية أطفال. التحقت بالعمل في بيت السيد ربيع كمربية لأطفاله السبعة، تعرضت في البداية للمضايقات من الأطفال ومن مديرة البيت ثم استطاعت أن تكسب قلوب الجميع بسبب حيويتها ورقة قلبها
- ربيع: والد الأطفال. ضابط في البحرية العسكرية توفيت زوجته منذ زمن لذا فانه يقضي معظم وقته خارج منزله
- ناظلي: مديرة المنزل سيدة متعجرفة وتتدخل في كل كبيرة وصغيرة بالمنزل لذا يكرهها الأطفال كثيرا ودائما ما يصفونها بالغولة
- الأطفال:
  - رائف الابن الأول للسيد ربيع متفوق في دروسه وينافس ريم دائما وعمره 14سنة.
  - ريم البنت الثانية للسيد ربيع، تتصرف بكبرياء.في البداية كرهت الآنسة صفاء بسبب تجربتها السابقة مع المربيات، لكنها أحبتها في ما بعد وأصبحت مقربة لها جدا وعمرها 13سنة.
  - رغد البنت الثالثة للسيد ربيع، مريضة في قلبها، وصحتها معتلة دائما، كانت متعلقة جدا بوالدتها وعندما أصيبت الأم بالحمى بقيت رغد بجانبها فاصيبت بالعدوى، ماتت الأم وشفيت رغد، لكن أثرت الحمى في قلبها. تحب الآنسة صفاء كثيرا وهي رقيقة ولطيفة جدا وأكثر من يفتقد والدتها وعمرها 8سنوات.
  - رويد الابن الرابع للسيد ربيع مرح وغير مبالي هو أول من يستلطف الآنسة صفاء، دائما ما يزعج الجميع بتصرفاته غير مبالية وخصوصا الآنسة ناظلي
  - رهف البنت الخامسة مرحة لأبعد الحدود ومتعلقة بالآنسة صفاء كثيرا
  - روعة: الطفلة السادسة الهادئة دايما مع دبتها "بونبونة"
  - رؤى: الطفلة السابعة اصغر الأطفال وهي مشاكسه قليل
  - العمال
  - خلدون: رئيس الخدم ويعمل مع النازيين فقد كان يعمل في التجسس
  - ازدهار: تعمل خادمه في منزل السيد ربيع وهي لطيفه جدا
  - فتحيه: الخادمه الثانية في المنزل وهي دائما تخدم الانسه ناظلي
  - نبيل": صديق للسيد ربيع وهو يعمل عنده
  - بحبوحه: طباخه المنزل تحب طبخها وهي طيبه

## أداء الأصوات
- فاطمة سعد - الآسنة صفاء
- مروان فرحات - ربيع
- أمل حويجة - الآنسة رفاه، رغد، رويد، رؤى
- آنجي اليوسف - ريم
- علي القاسم - نبيل، عصام
- ميادة درويش - رائف
- بثينة معماري
- نهال الخطيب
- موفق الأحمد

## وصلات خارجية
- لحن الحياة على موقع IMDb (الإنجليزية)
- لحن الحياة على موقع ليتربوكسد (الإنجليزية)
- لحن الحياة على موقع كينوبويسك (الروسية)
- لحن الحياة على موقع ألو سيني (الفرنسية)
- لحن الحياة على موقع قاعدة بيانات الفيلم (الإنجليزية)
- لحن الحياة على موقع ANN anime (الإنجليزية)

 (بالإنجليزية)